# Montpinchon
Montpinchon és un municipi francès situat al departament de la Manche i a la regió de Normandia. L'any 2007 tenia 548 habitants.

## Demografia

### Població
El 2007 la població de fet de Montpinchon era de 548 persones. Hi havia 215 famílies de les quals 65 eren unipersonals (49 homes vivint sols i 16 dones vivint soles), 65 parelles sense fills, 69 parelles amb fills i 16 famílies monoparentals amb fills.
La població ha evolucionat segons el següent gràfic:
Habitants censats

### Habitatges
El 2007 hi havia 283 habitatges, 223 eren l'habitatge principal de la família, 45 eren segones residències i 15 estaven desocupats. 279 eren cases i 4 eren apartaments. Dels 223 habitatges principals, 152 estaven ocupats pels seus propietaris, 65 estaven llogats i ocupats pels llogaters i 6 estaven cedits a títol gratuït; 4 tenien dues cambres, 25 en tenien tres, 64 en tenien quatre i 129 en tenien cinc o més. 218 habitatges disposaven pel capbaix d'una plaça de pàrquing. A 100 habitatges hi havia un automòbil i a 107 n'hi havia dos o més.

### Piràmide de població
La piràmide de població per edats i sexe el 2009 era:
| Homes | Edats   | Dones |
| ----- | ------- | ----- |
| 0     | 95 o +  | 4     |
| 0     | 90 a 94 | 0     |
| 0     | 85 a 89 | 8     |
| 4     | 80 a 84 | 8     |
| 4     | 75 a 79 | 20    |
| 8     | 70 a 74 | 8     |
| 32    | 65 a 69 | 24    |
| 12    | 60 a 64 | 24    |
| 16    | 55 a 59 | 4     |
| 12    | 50 a 54 | 16    |
| 8     | 45 a 49 | 4     |
| 24    | 40 a 44 | 24    |
| 24    | 35 a 39 | 16    |
| 20    | 30 a 34 | 12    |
| 16    | 25 a 29 | 16    |
| 8     | 20 a 24 | 12    |
| 20    | 15 a 19 | 36    |
| 16    | 10 a 14 | 20    |
| 12    | 5 a 9   | 8     |
| 12    | 0 a 4   | 12    |

## Economia
El 2007 la població en edat de treballar era de 325 persones, 256 eren actives i 69 eren inactives. De les 256 persones actives 237 estaven ocupades (128 homes i 109 dones) i 19 estaven aturades (11 homes i 8 dones). De les 69 persones inactives 28 estaven jubilades, 18 estaven estudiant i 23 estaven classificades com a «altres inactius».

### Ingressos
El 2009 a Montpinchon hi havia 213 unitats fiscals que integraven 523,5 persones, la mediana anual d'ingressos fiscals per persona era de 13.879 €.

### Activitats econòmiques
Dels 25 establiments que hi havia el 2007, 1 era d'una empresa extractiva, 1 d'una empresa de fabricació d'altres productes industrials, 4 d'empreses de construcció, 3 d'empreses de comerç i reparació d'automòbils, 3 d'empreses d'hostatgeria i restauració, 2 d'empreses d'informació i comunicació, 1 d'una empresa immobiliària, 4 d'empreses de serveis, 3 d'entitats de l'administració pública i 3 d'empreses classificades com a «altres activitats de serveis».
Dels 5 establiments de servei als particulars que hi havia el 2009, 1 era un paleta, 1 guixaire pintor, 1 lampisteria, 1 electricista i 1 perruqueria.
L'any 2000 a Montpinchon hi havia 49 explotacions agrícoles que ocupaven un total de 1.392 hectàrees.

## Equipaments sanitaris i escolars
L'únic equipament sanitari que hi havia el 2009 era una ambulància.
El 2009 hi havia una escola elemental integrada dins d'un grup escolar amb les comunes properes formant una escola dispersa.

## Poblacions més properes
El següent diagrama mostra les poblacions més properes.